# Orlando Lourenco
Orlando Lourenco (Gwelo, 15 de setembro de 1964) é um ex-tenista profissional zimbabuano 
Em Los Angeles 1984, perdeu para Guy Forget, na primeira rodada. Também representou o Zimbabue na Copa Davis entre 1983-1990, fazendo 9-4 em simples.